# ألبرت شفيق
ألبرت شفيق (14 سبتمبر 1971 -) هو إعلامي مصري.

## حياته
ولد في محافظة أسوان بمصر في 14 سبتمبر 1971. تخرج من قسم الصحافة بكلية الإعلام جامعة القاهرة عام 1993. وعمل في عدد من الوكالات الإعلانية المصرية والدولية وشركات الأبحاث 

## مسيرته
- عمل كمدير تنفيذي لشركة فيديو كايرو للأخبار والتي تعامل من خلالها مع عدد كبير من القنوات الفضائية العالمية ووكالات الأخبار التي تبث أخبارها من مصر وعمل مع عدد كبير من كبار المراسلين في العالم ولقنوات تليفزيونية عالمية مختلفة مثل : ZDF, CNN, LBC, NBN, NHK, BBC, ARD, MBC, Al Arabia channel, TRT, TGRT & CBS .[4]
- عمل كمدير لمكتب فيديو كايرو للأخبار في العراق في عام 2003.
- أشرف علي إنتاج عدد كبير من التقارير والبرامج التليفزيونية من خلال الوكالات الإخبارية العالمية مثل وكالة الأخبار التركية.
- عمل كمدير لمكتب وكالة التركية بالقاهرة IHA.
- عمل كمدير لقناة نهرين في العراق في عام 2004.
- عمل كمدير فني لقناة أو تي في Otv في عام 2006.
- عمل مديراً لقناة أون تي في ONtv الإخبارية .. أول قناة إخبارية مصرية مستقلة في عام 2009.
- أسس وأدار قناة أون تي في لايف ONtvLIVE أول قناة مصرية مستقلة معنية بالشأن العربي في عام 2011.
- أسس وكالة أنباء أونا (O News Agency (ONA في عام 2012.
- أصبح رئيساً لـ شبكة تليفزيون النهار في عام 2016